# Heinrich Lehmann-Willenbrock
Heinrich Lehmann-Willenbrock (Bréma, 1911. december 11. – Bréma, 1986. április 18.) német tengeralattjáró-kapitány volt a második világháborúban. Huszonnégy hajót elsüllyesztett, hármat megrongált, ezek összesített vízkiszorítása 194 989 brt volt. A háború után roncsmentéssel foglalkozott, majd a kereskedelmi flottában szolgált. Róla mintázták az 1981-es A tengeralattjáró (Das Boot) című NSZK film búvárhajó-parancsnokát.

## Búvárhajós pályafutása
1931. április 1-jén kezdte meg haditengerész karrierjét. Több mint egy éven át a Karlsruhe könnyűcirkálón, másfél éven át pedig a Horst Wessel vitorlás iskolahajón szolgált. A tengeralattjáró-alakulathoz 1939-ben helyezték át, és tiszti kiképzést kapott. Rövid ideig az U–8 kapitánya volt, majd 1939. decemberben az U–5 élére nevezték ki. Első harci küldetését a Weserübung hadművelet idején, 1940 tavaszán teljesítette a norvég vizeken.
Augusztusban elhagyta az U–5-öt, majd egy hónap múlva átvette a VIIC típusú U-96 irányítását. Három hónapnyi kiképzés után a Saint-Nazaire-ban állomásozó 7. tengeralattjáró-flottillához vezényelték hajójával együtt. Nyolc harci küldetést teljesített. 1942 márciusában kinevezték a bresti 9. flottilla parancsnokává. 1944 szeptemberében, néhány nappal az amerikai csapatok megérkezése előtt, az U-256 fedélzetén indult utolsó őrjáratára. Decemberben átvette a bergeni 11. flottilla irányítását, és ebben a tisztségben maradt a háború végéig.
Az U-96-tal végrehajtott hetedik őrjáratára elkísérte egy haditudósító, Lothar-Günther Buchheim, aki harminc évvel később megírta  A tengeralattjáró (Das Boot) című könyvét, ahol Lehmann-Willenbrock szolgált a búvárhajó-kapitány modelljéül. A könyvből Wolfgang Petersen rendező 1981-ben A tengeralattjáró (Das Boot) címmel nagy sikerű játékfilmet forgatott.

## A háború után
Lehmann-Willenbrock egy évet töltött hadifogságban, majd 1946 májusában visszatért Németországba, ahol egy másik volt tengeralattjáró-kapitánnyal, Karl-Friedrich Mertennel hajóroncsokat emeltek ki a Rajnából. 1948-ban három barátjával megépítette a Magellan vitorlást, amellyel elhajóztak Buenos Airesbe. Később visszatért a kereskedelmi szolgálatba, és hajóskapitányként tevékenykedett. Az Inga Bastian kapitányaként 1959. március 21-re virradó éjszakán Brazília partjai előtt legénységével 57 embert mentett ki a lángoló Commandante Lyra teherhajó fedélzetéről. 1969–1979 között az az Otto Hahn német nukleáris kutatóhajó parancsnoka volt. 1974-ben megkapta a másodosztályú Német Szövetségi Érdemrendet.

## Összegzés
| Hajója | Parancsnoki szolgálata                  | Őrjáratok száma | Őrjáratok hossza (nap) | Eltalált hajók száma | Eltalált hajók vízkiszorítása (brt) |
| ------ | --------------------------------------- | --------------- | ---------------------- | -------------------- | ----------------------------------- |
| U–8    | 1939. október 14. – 1939. november 30.  | 0               | 0                      | 0                    | 0                                   |
| U–5    | 1939. december 5. – 1940. augusztus 11. | 1               | 16                     | 0                    | 0                                   |
| U–96   | 1940. szeptember 14. – 1942. április 1. | 8               | 267                    | 27                   | 194 989                             |
| U–256  | 1944. szeptember 2. – 1944. október 23. | 1               | 44                     | 0                    | 0                                   |
|        | Összesen                                | 10              | 327                    | 27                   | 194 989                             |

## Elsüllyesztett és megrongált hajók
| Búvárhajó | Nap                | Hajó              | Nemzetisége        | Vízkiszorítása (brt |
| --------- | ------------------ | ----------------- | ------------------ | ------------------- |
| U–96      | 1940. december 11. | Rotorua           | Egyesült Királyság | 10 890              |
| U–96      | 1940. december 11. | Towa              | Hollandia          | 5412                |
| U–96      | 1940. december 12. | Stureholm         | Svédország         | 4575                |
| U–96      | 1940. december 12. | Macedonier        | Belgium            | 5227                |
| U–96      | 1940. december 14. | Western Prince    | Egyesült Királyság | 10 926              |
| U–96      | 1940. december 14. | Empire Razorbill* | Egyesült Királyság | 5118                |
| U–96      | 1940. december 18. | Pendrecht*        | Hollandia          | 10 746              |
| U–96      | 1941. január 16.   | Oropesa           | Egyesült Királyság | 14 118              |
| U–96      | 1941. január 17.   | Almeda Star       | Egyesült Királyság | 14 936              |
| U–96      | 1941. február 13.  | Clea              | Egyesült Királyság | 7987                |
| U–96      | 1941. február 13.  | Arthur F. Corwin  | Egyesült Királyság | 10 516              |
| U–96      | 1941. február 18.  | Black Osprey      | Egyesült Királyság | 5589                |
| U–96      | 1941. február 22.  | Scottish Standard | Egyesült Királyság | 6999                |
| U–96      | 1941. február 23.  | Anglo-Peruvian    | Egyesült Királyság | 5457                |
| U–96      | 1941. február 24.  | Linaria           | Egyesült Királyság | 3385                |
| U–96      | 1941. február 24.  | Sirikishna        | Egyesült Királyság | 5457                |
| U–96      | 1941. április 28.  | Caledonia         | Norvégia           | 9892                |
| U–96      | 1941. április 28.  | Oilfield          | Egyesült Királyság | 8516                |
| U–96      | 1941. április 28.  | Port Hardy        | Egyesült Királyság | 8897                |
| U–96      | 1941. május 19.    | Empire Ridge      | Egyesült Királyság | 2922                |
| U–96      | 1941. július 5.    | Anselm            | Egyesült Királyság | 5954                |
| U–96      | 1941. október 31.  | Bennekom          | Hollandia          | 5998                |
| U–96      | 1942. február 19.  | Empire Seal       | Egyesült Királyság | 7965                |
| U–96      | 1942. február 20.  | Lake Osweya       | Egyesült Államok   | 2398                |
| U–96      | 1942. február 22.  | Torungen          | Norvégia           | 1948                |
| U–96      | 1942. február 22.  | Kars*             | Egyesült Királyság | 8888                |
| U–96      | 1942. március 9.   | Tyr               | Norvégia           | 4265                |

* A csillaggal jelölt hajó nem süllyedt el, csak megrongálódott